# Монреал Канейдиънс
„Монреал Канейдиънс“ е клуб по хокей на лед от НХЛ в Монреал, провинция Квебек, Канада.
Наименованието на клуба е Le club de hockey Canadien, но сред англоговорещата част на Канада и САЩ е популярен под наименованието Монреал Канейдиънс.
Това е най-старият непроменен клуб в НХЛ, сред най-успелите клубове в спортната история на Северна Америка.
Той е измежду „оригиналните 6 отбора“, заедно с Бостън Бруинс, Ню Йорк Рейнджърс, Чикаго Блекхоукс, Торонто Мейпъл Лийвс и Детройт Ред Уингс.
Отборът е в източната конференция, североизточна дивизия. Има най-много спечелени шампионати – 24.